# ビカリア
ビカリア（学名: Vicarya）は、吸腔目キバウミニナ科ビカリア属に分類される巻貝の総称。新生代第三紀に繁栄したが現在は絶滅しており、各地で化石として産出する。なお、本属をポタミデス属（Potamides）のシノニムとし、ビカリアという属名は無効であるとする説もある。
内部がケイ酸で置換されたものを「月のおさがり」ということがある。

## 形態・生態
殻長10cmほどの円錐形の巻貝で、キバウミニナ科の現生種であるキバウミニナ、センニンガイ、フトヘナタリなどに似ている。殻の表面には太い螺肋や角状突起がある。

## 分布・生育地
新生代第三紀の始新世から中新世にかけての地層から産出し、示準化石として重要である。
世界中の熱帯 - 亜熱帯に分布し、マングローブなどの汽水域に分布していた。日本では長野県南部から広島県北部にかけてなど各地の地層から化石が見つかっており、中新世の日本は熱帯 - 亜熱帯気候で、日本の中央部は内湾性の浅い海が広がっていたと考えられている。

## 下位分類
- ヤマトビカリア Vicarya callosa japonica Yabe et Hatai, 1938: Vicarya verneuili (d’Archiac, 1851) と同種とも考えられる[7]
- Vicarya verneuili (d’Archiac, 1851): パキスタンの中新世地層[8]。
- ヤベビカリア Vicarya yabei Kamada, 1960: Vicaryellaに分類すべきとも考えられる[9]
- Vicarya yatuoensis Yabe et Hatai, 1938: Vicarya yokoyamai Takeyama, 1933 と同種と考えられる[10]
- ヨコヤマビカリア Vicarya yokoyamai Takeyama, 1933[11][4]

## 近縁種
- ビカリエラ Vicaryella - キバウミニナ科の属。ビカリアと同様に化石として産出する[4]。
- センニンガイ Telescopium telescopium - インド太平洋の熱帯域に分布する。日本での記録はないが、八重山諸島で死殻が見つかる[12]。